# زي سينما
زي سينما هي قناة أفلام فضائية ناطقة باللغة الهندية، يقع مقرها في مومباي في الهند. تدار القناة من قبل مجموعة شركات زي للمشاريع الترفيهية، وهي جزء من مجموعة إيسيل، وتبث في العديد من الدول حول العالم. كانت القناة سابقا جزءا من مجموعة قنوات ستار تيفي.